# Силкеберг, Мари
Мари Силкеберг (швед. Marie Silkeberg; род. 3 июня 1961 года) — шведская поэтесса, эссеист, переводчик.
Автор 6 книг стихов. Дебютная книга стихов Komma och gå вышла в 1990 году в издательстве Вальстрём и Видстранд. Остальные книги выходили в крупнейшем шведском издательстве Альберта Бонниера.
Переводила некоторые произведения Маргерит Дюра́с, Пии Тафдруп, Сьюзан Хау, Патти Смит, Розмари Уолдроп, Метте Муеструп, Гаята Алмадуна, Ингер Кристенсен.
Преподает писательское мастерство в Гётеборгском университете.

## Признание и награды
- Премия Стига Карлсона (1996)
- Премия издательства Альберта Бонниера для молодых и начинающих писателей (1998)
- Литературная премия Карин Бойе (2003)
- Поэтическая премия Шведского Радио (2003)
- Литературная премия газеты Göteborgs-Postens (2006)
- Премия Карла Веннберга (2007)
- Премия Каллеберга (2007)[2]
- Премия Сореску (2013)

## Книги
- Komma och gå. Стихи, 1990
- Akustisk Alhambra. Стихи, 1994
- Imorgon och imorgon. Стихи, 1997
- Sockenplan, säger hon. Стихи 2003
- Ultraljuden, städerna. Аудиокнига, 2003[3]
- Avståndsmätning. Эссе, 2005
- 23:23. Стихи, 2006
- Material. Дневниковая проза, 2010
- Till Damaskus. Стихи, совместно с Гаятом Алмадуном (Ghayath Almadhoun), 2014
- Atlantis. Стихи, 2017

## Переводы на русский язык
- Мари Силкеберг. Дарить жизнь (перевод со швед. Александра Скидана) // Газета «Что делать?». № 11. 2007. Спецвыпуск: Становясь матерью. Роль заботы в современном капитализме. С.9
- Мари Силкеберг. Стихи / пер. со швед. Галины Палагуты // Скандинавия — Волга = Skandinavien — Volga : альманах междунар. поэтич. фестиваля им. К. М. Бельмана, 5 — 8 апреля 2005, Чебоксары / предисл. Д. Воробьева; пер. М. Нюдаль и др. — Чебоксары : free poetry, 2005. — С. 176—191.